# De la Costa (município)
De la Costa (partido) é um município da província de Buenos Aires, na Argentina.